# Torrefeta i Florejacs
Torrefeta i Florejacs és un municipi de la comarca de la Segarra. El 1972 es van fusionar els antics municipis de Torrefeta i de Florejacs adoptant el nom impropi de Torrefló, modificat a Torreflor el 1983. El 1994 es va fixar el nom actual.

## Geografia
- Llista de topònims de Torrefeta i Florejacs (Orografia: muntanyes, serres, collades, indrets..; hidrografia: rius, fonts...; edificis: cases, masies, esglésies, etc)

| Entitat de població     | Habitants (2024) |
| Sedó                    | 112              |
| la Morana               | 72               |
| Torrefeta               | 67               |
| Selvanera               | 61               |
| Palou                   | 60               |
| el Llor                 | 58               |
| Florejacs               | 57               |
| Bellveí                 | 40               |
| Gra                     | 33               |
| Sant Martí de la Morana | 22               |
| Riber                   | 20               |
| les Cases de la Serra   | 4                |
| Granollers              | 2                |
| el Far                  | 0                |
| Castellmeià             | 0                |
| Font: Idescat           |                  |

L'actual municipi de Torrefeta i Florejacs s'estén de forma irregular pel sector nord-occidental de la comarca de la Segarra. Limita amb els municipis d'Oliola, Cabanabona i Vilanova de l'Aguda al nord-oest, amb el de Sanaüja a nord-est. A l'est limita amb Massoteres, Guissona, Sant Guim de la Plana i Sant Ramon de Portell, mentre que al sud limita amb Cervera i Tarroja de Segarra; a l'oest confronta amb els Plans de Sió, un enclavament de Guissona (Mas d'en Porta) i amb Ossó de Sió.
L'antic terme de Torrefeta es troba el sector meridional de l'actual municipi, seguint la ribera del Sió, conformat per terrenys ondulats i grans planells; El Sió passa a l'extrem sud, prop dels nuclis de Sedó i Riber. Al nord hi ha una fondalada drenada pel torrent d'Oró, entre d'altres, on trobem els poble de Torrefeta, Bellveí, el Llor i el Far.
El sector de l'antic terme de Florejacs, s'estén a la part septentrional. Té un relleu format per planells, tossals aïllats i amples depressions; un petit sector, conformat per l'enclavament de les cases de la Serra formen part de la conca del Llobregós, però la major part de l'antic terme s'inclina cap el Sió i Agramunt. A més del poble de Florejacs, situat en el centre de l'antic terme, en aquest sector també hi trobem els pobles de la Morana, Sant Martí de la Morana i Gra, situats a la vall del Passerell; i més al Nord trobem el poble de Palou de Sanaüja, el castell de les Sitges, el poble de Selvanera i l'antic llogaret de Granollers de Segarra.
Degut a la riquesa d'ambients de secà i de l'extens poblament d'espècies singulars com el sisó o l'àguila cuabarrada, gran part del municipi està inclòs en diversos espais naturals. El sector al sud del Sió (unes 844 hectàrees) forma part de l'EIN dels Plans de Sió, mentre que gran part de la resta del terme, unes quasi 7000 ha (poc més del 78 % de l'extensió del municipi) forma part de l'espai natural protegit de les Valls del Sió - Llobregós.

## Demografia[a]
| 1497 f | 1515 f | 1553 f | 1717 | 1787 | 1857  | 1877  | 1887  | 1900  | 1910  |
| ------ | ------ | ------ | ---- | ---- | ----- | ----- | ----- | ----- | ----- |
| 68     | 110    | 106    | 672  | 666  | 2.524 | 2.395 | 2.580 | 2.200 | 2.059 |

| 1920  | 1930  | 1940  | 1950  | 1960  | 1970  | 1981 | 1990 | 1992 | 1994 |
| ----- | ----- | ----- | ----- | ----- | ----- | ---- | ---- | ---- | ---- |
| 1.986 | 1.899 | 1.843 | 1.792 | 1.495 | 1.111 | 725  | 723  | 725  | 725  |

| 1996 | 1998 | 2000 | 2002 | 2004 | 2006 | 2008 | 2010 | 2012 | 2014 |
| ---- | ---- | ---- | ---- | ---- | ---- | ---- | ---- | ---- | ---- |
| 683  | 660  | 658  | 653  | 635  | 650  | 633  | 617  | 617  | 601  |

| 2016 | 2018 | 2020 | 2022 | 2024 | 2026 | 2028 | 2030 | 2032 | 2034 |
| ---- | ---- | ---- | ---- | ---- | ---- | ---- | ---- | ---- | ---- |
| -    | 590  | 607  | 621  | 605  | -    | -    | -    | -    | -    |

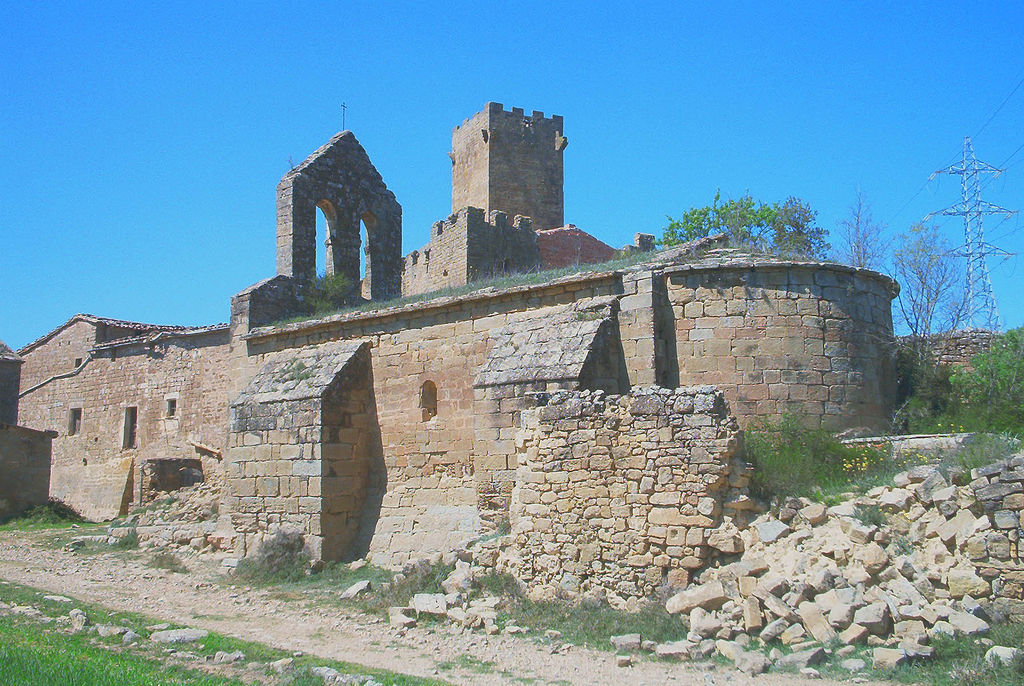
Capella del castell de les Sitges.

La població dels dos principals nuclis (Torrefeta i Florejacs) ha estat en continu declivi des de mitjans del segle xix, anys en què aconseguiren el seu màxim poblacional. Després d'una pèrdua de població, accelerada durant el segle xx, durant les últimes dècades, la població s'ha mantingut més o menys estable.

## Història
En 12 de juny de 1837 durant la primera guerra carlina es lluità la batalla de Gra, en la que l'Expedició Reial fou derrotada per Ramon de Meer i Kindelán.

## Economia
L'economia del municipi es basa en el sector primari. Les terres estan dedicades a conreus de secà, ocupades bàsicament per cereals (5.614	ha), però hi ha pastures (191 ha), fruiters (35 ha) i oliveres (26 ha). Les zones de regadiu, molt poc representatives, es troben bàsicament a prop del Sió i la vall del torrent del Passerell. La ramaderia, també hi té un pes important; se centra en la cria d'aviram i de bestiar porcí amb 214.139	i 52.149 caps, respectivament.

## Política
Esquerra Republicana ha guanyat totes les eleccions municipals des del 2003, ostentant l'alcaldia des d'aleshores. L'actual alcalde n'és Josep Castellà, que pren el relleu de l'alcaldesa Núria Magrans (2015-2019).

### Resultats electorals
| Composició del ple municipal |      |      |      |      |      |      |      |      |      |      |      |
| Partit                       | 1979 | 1983 | 1987 | 1991 | 1995 | 1999 | 2003 | 2007 | 2011 | 2015 | 2019 |
| ERC-AM                       |      |      |      |      |      | 3    | 5    | 6    | 4    | 5    | 5    |
| CiU/JxCat                    |      |      | 6    | 4    | 5    | 4    | 2    | 1    | 3    | 2    | 2    |
| PSC - CP                     |      |      |      |      |      |      |      |      |      | 0    |      |
| Aliança Popular/PP           |      |      | 1    |      | 2    | 0    | 0    |      |      |      |      |
| IS                           |      |      |      |      |      |      | 0    |      |      |      |      |
| IND.                         | 4    | 7    |      | 3    |      |      |      |      |      |      |      |
| BIT                          | 3    |      |      |      |      |      |      |      |      |      |      |
|                              |      |      |      |      |      |      |      |      |      |      |      |
| Total                        | 7    | 7    | 7    | 7    | 7    | 7    | 7    | 7    | 7    | 7    | 7    |